# Richard Dawkins. Ewolucja myślenia
Richard Dawkins. Ewolucja myślenia – zbiór 25 esejów napisanych i zebranych w całość w celu uhonorowania dorobku Richarda Dawkinsa. Został wydany w 2006, w 30-tą rocznicę publikacji książki Samolubny gen.
Składa się z tekstów o zróżnicowanej tematyce: biologia ewolucyjna, filozofia i psychologia. Znalazło się w niej także miejsce dla autorów, którzy nie w pełni się zgadzają z Dawkinsem. Redaktorami książki są Alan Grafen i Mark Ridley. (ISBN 978-0-19-929116-8)
W Polsce książka wydana w czerwcu 2008 przez Editio w Gliwicach (ISBN 978-83-246-1356-4)